# SN 1985K
SN 1985K – niepotwierdzona supernowa odkryta 15 maja 1985 roku w galaktyce A125916+2759. W momencie odkrycia miała maksymalną jasność 17,70m.